# Hexis Racing

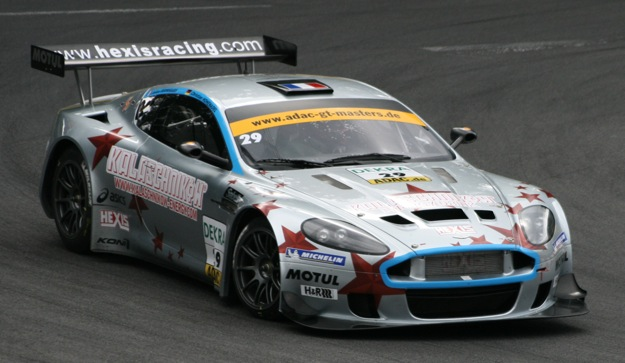
Aston Martin DBRS9 d'Hexis Racing.

Hexis Racing est une écurie française de sport automobile basée sur le circuit de Lédenon dans le département du Gard et fondée en 2001 par Michel Mateu. Elle fait partie du groupe Hexis S.A. qui est spécialisé dans les films adhésifs.

## Historique
L'écurie Hexis Racing débute par la monoplace en Formule Renault. Depuis 2006, la structure s'engage uniquement en Grand Tourisme. La première saison a lieu en coupe Porsche du Championnat de France FFSA GT puis la seconde en catégorie GT3 avec des Aston Martin DBRS9. 
En 2007, l'écurie Hexis Racing participe au Championnat d'Europe FIA GT3, tout comme en 2009 où l'écurie engage deux Aston Martin DBRS9,. À partir de 2010, l'écurie participe au Championnat du monde FIA GT1. En 2011, l'équipe remporte le titre de champion du monde par équipe,,.
Alors que tous les résultats de l'écurie ont été obtenus avec la marque Aston Martin, elle choisit la nouvelle McLaren MP4-12C pour participer au Championnat du monde FIA GT1 2012,,,. En 2013, l'écurie participe à la première manche des Blancpain Endurance Series qui a lieu à Monza.
L'équipe réalise un podium à Bakou en FIA GT Series, puis elle cesse ses activités en sport automobile à la fin de l'année 2013,.

## Pilotes et anciens pilotes
- Thomas Accary
- Éric Cayrolle
- Grégoire Demoustier
- Stef Dusseldorp
- Julien Jousse
- Pedro Lamy
- Frédéric Makowiecki
- Stefan Mücke
- Álvaro Parente
- Stéphane Sarrazin
- Gilles Vannelet